# Andy Burrows
Andrew William Burrows (* 30. Juni 1979 in Winchester, England) ist ein britischer Musiker. Bekannt wurde er mit der Band Razorlight.

## Leben und musikalischer Werdegang
2004 stieß Andy Burrows als Ersatz für den Originalschlagzeuger Christian Smith-Pancorvo zur Band Razorlight, der er bis zum Frühjahr 2009 angehörte. Während dieser Zeit veröffentlichte er sein erstes Soloalbum The Colour of My Dreams, auf dem er Gedichte eines Freundes vertonte. Nach seinem Ausstieg bei Razorlight spielte er als I Am Arrows ein Album ein, welches 2010 auf den Markt kam. Ursprünglich als Soloprojekt geplant, erweiterte Burrows das Lineup später auf fünf Bandmitglieder, zu denen auch sein Bruder Ben gehört. Seit 2009 ist Burrows zudem festes Mitglied bei der amerikanischen Band We Are Scientists, mit denen er das Album Barbara eingespielt hat (erschienen 2010).
Zusammen mit Tom Smith, dem Sänger der Band Editors, veröffentlichte Burrows Ende 2011 das Weihnachtsalbum Funny Looking Angels. Auf dem Album spielen sie eigene Kompositionen sowie diverse Coverversionen (u. a. Only You von Yazoo und Wonderful Life von Black). Im folgenden Jahr erschien sein zweites Soloalbum Company, auf dem er alle Instrumente spielte, sowie der Soundtrack zu dem Kinderfilm The Snowman & the Snowdog.
Burrows komponiert außerdem Filmmusik; unter anderem zu David Brent: Life on the Road, After Life und Freunde mit gewissen Vorzügen.

## Diskografie

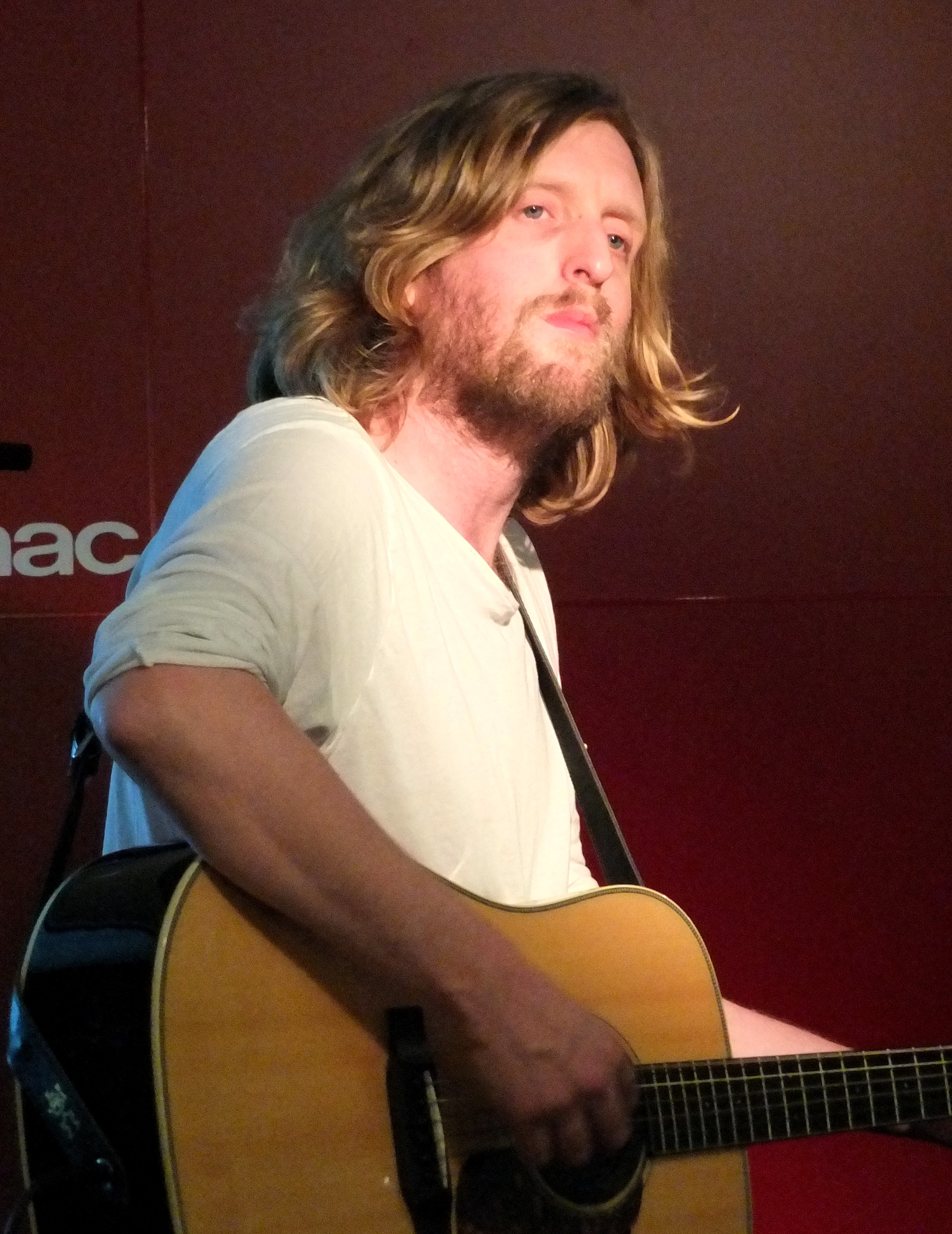
Andy Burrows (November 2012)

### Alben
- 2008 – The Colour of My Dreams
- 2010 – Sun Comes Up Again (als I Am Arrows)
- 2011 – Funny Looking Angels (als Smith & Burrows, mit Tom Smith von den Editors)
- 2012 – Company
- 2012 – OST The Snowman & the Snowdog (zusammen mit Ilan Eshkeri)
- 2014 – Fall Together Again
- 2019 – Reasons To Stay Alive

### Singles
- 2010 – Green Grass (als I Am Arrows)
- 2011 – If I Had a Heart
- 2011 – When the Thames Froze (mit Tom Smith)
- 2012 – Keep on Moving On
- 2012 – Because I Know That I Can
- 2012 – Hometown
- 2012 – Light the Night / Hometown